# Chernomorenergo
Chernomorenergo là công ty điện lực nhà nước của Abkhazia. Công ty chịu trách nhiệm phân phối điện ở Abkhazia và vận hành Nhà máy thủy điện Inguri. Giám đốc công ty hiện tại là Aslan Basaria. Đây là nhà máy duy nhất của Nga tham gia phát triển, sản xuất và thử nghiệm ống lót điện áp cực cao.

## Lịch sử
Vào tháng 2 năm 1995, Bộ Năng lượng đã được chuyển đổi thành công ty nhà nước Abkhazenergo. Chủ tịch đầu tiên của công ty là Khuta Jinjolia, trước đây từng là Bộ trưởng Bộ Năng lượng. Vào tháng 6 cùng năm, doanh nghiệp được đổi tên thành Chernomorenergo và được chuyển đổi thành công ty tư nhân do nhà nước sở hữu phần lớn cổ phần.
Tháng 12 năm 1999, Thủ tướng sắp mãn nhiệm Sergei Bagapsh đã được bổ nhiệm làm chủ tịch của Chernomorenergo. Vào ngày 1 tháng 5 năm 2000, doanh nghiệp một lần nữa được chuyển lại thành công ty nhà nước. Sau khi Bagapsh được bầu làm Tổng thống Abkhazia, chức chủ tịch công ty được kế nhiệm bởi Rezo Zantaria vào ngày 6 tháng 5 năm 2005.
Sau cuộc cách mạng tháng 5 năm 2014 và cuộc bầu cử Tổng thống với sự đắc cử của Raul Khajimba, Chernomorenergo đã được chuyển đổi thành một Doanh nghiệp Đơn nhất Cộng hòa và Aslan Basaria được bổ nhiệm làm chủ tịch mới của doanh nghiệp.